# Mohamed Abdel Rahman
Mohamed Fatalah Helmi Abdel Rahman (15 de marzo de 1915-12 de mayo de 1996) fue un deportista egipcio que compitió en esgrima, especialista en las modalidades de espada y sable. Ganó cuatro medallas de bronce en el Campeonato Mundial de Esgrima entre los años 1947 y 1950.

## Palmarés internacional
| Campeonato Mundial | Campeonato Mundial  | Campeonato Mundial | Campeonato Mundial |
| Año                | Lugar               | Medalla            | Prueba             |
| ------------------ | ------------------- | ------------------ | ------------------ |
| 1947               | Lisboa (Portugal)   | Medalla de bronce  | Sable por equipos  |
| 1949               | El Cairo (Egipto)   | Medalla de bronce  | Espada por equipos |
| 1949               | El Cairo (Egipto)   | Medalla de bronce  | Sable por equipos  |
| 1950               | Montecarlo (Mónaco) | Medalla de bronce  | Sable por equipos  |